# Cupressus funebris
Cupressus funebris (tårcypress) är en cypressväxtart som beskrevs av Stephan Ladislaus Endlicher. Cupressus funebris ingår i släktet cypresser, och familjen cypressväxter. IUCN kategoriserar arten globalt som livskraftig. Inga underarter finns listade i Catalogue of Life.

## Bildgalleri

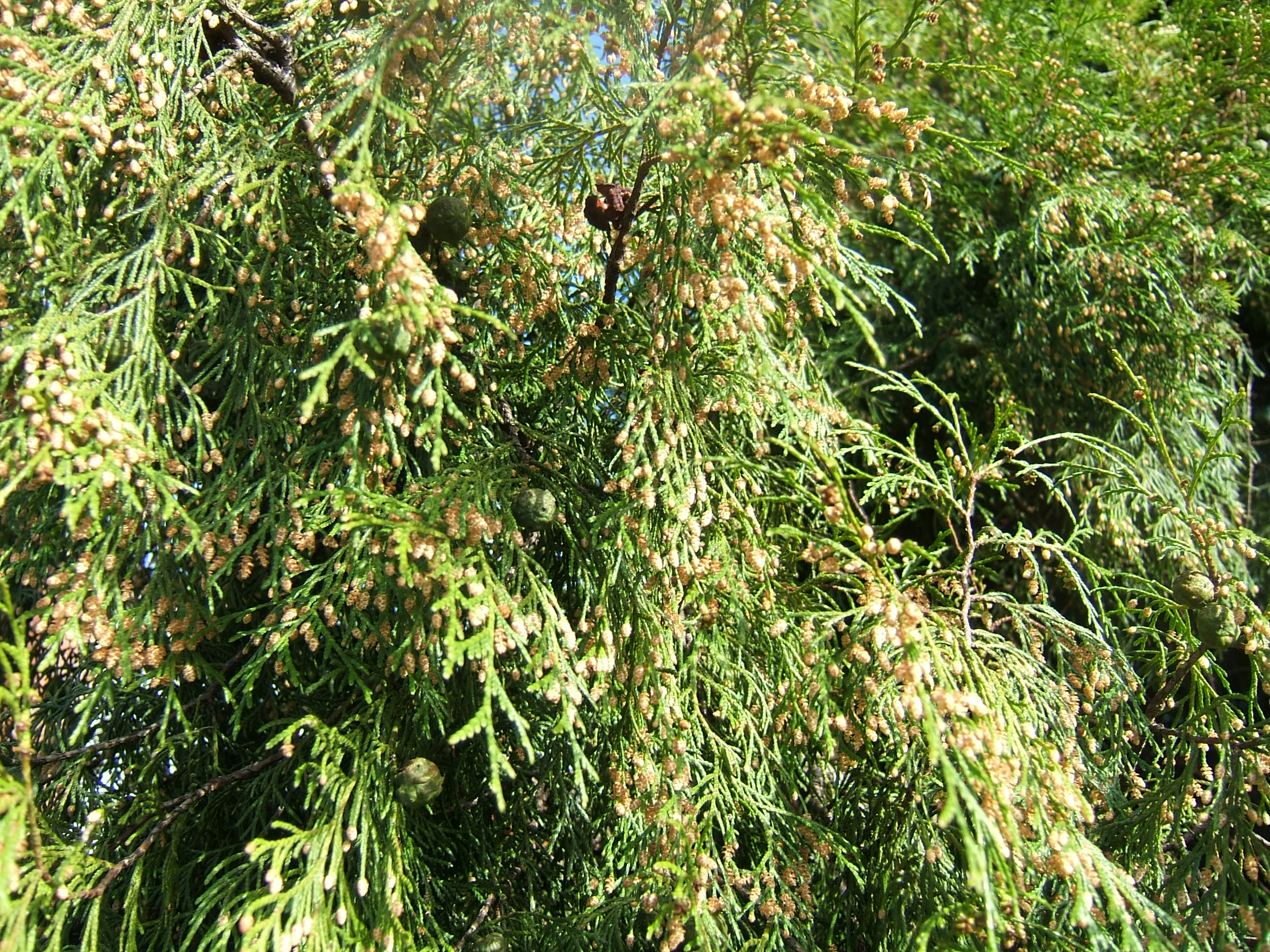
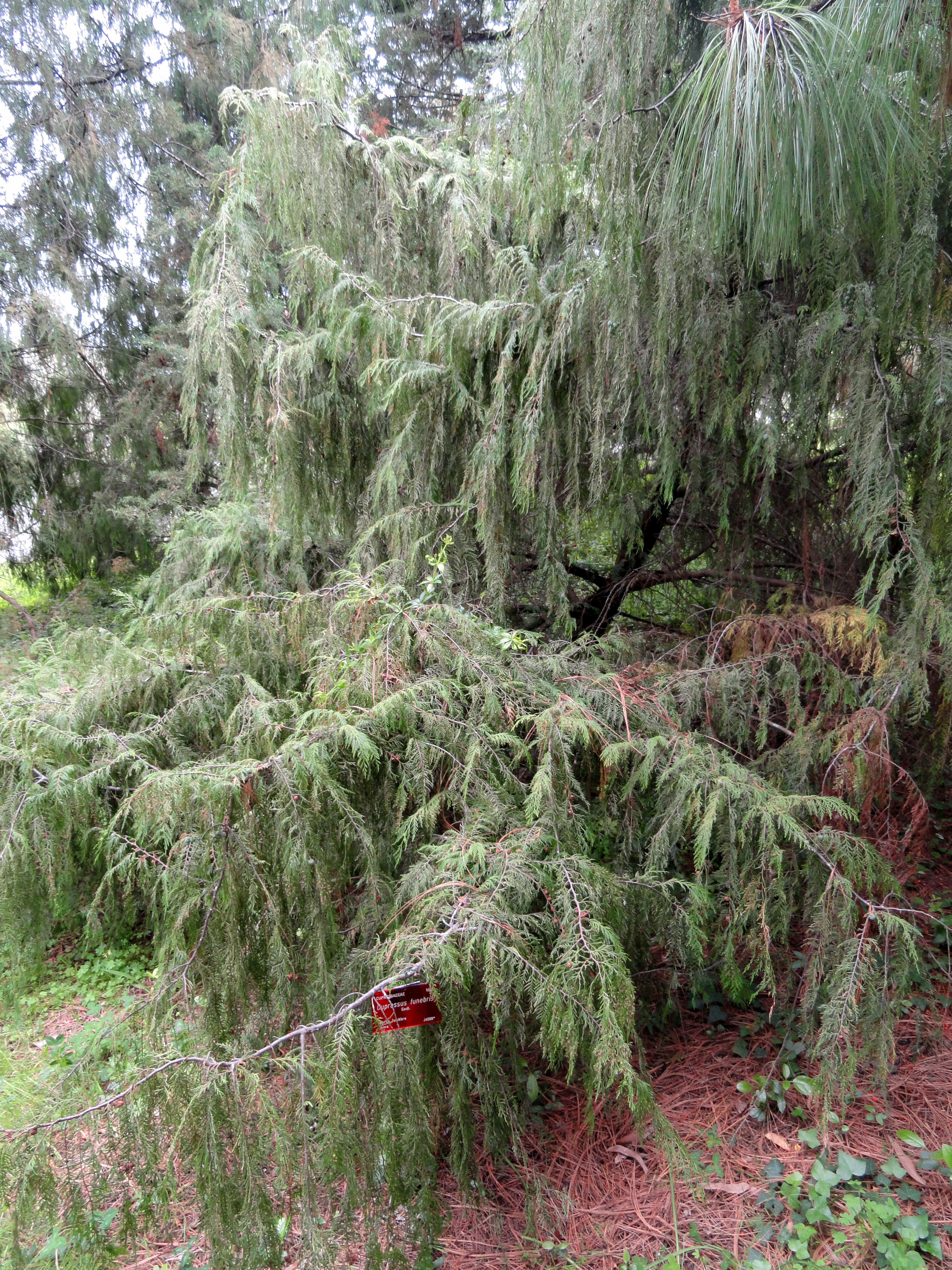